# Keiko Agena
Christine Keiko Agena (* 3. října 1973 Honolulu, Havajské ostrovy) je americká herečka. Proslavila se rolí Lane Kim v televizním seriálu Gilmorova děvčata.

## Životopis
Keiko Agena, herečka japonsko-amerického původu, se narodila na Honolulu. V deseti letech začala s herectvím. Chodila na Mid-Pacific Institute preparatory school na havajském ostrově Oahu a poté na Whitman College, kde studovala herectví. V roce 2005 se provdala za Shina Kawasakiho, jejich svatební obřad probíhal v helikoptéře.
Její nejznámější rolí je americko-korejská dívka Lane Kim v seriálu Gilmorova děvčata. Agena ztvárnila roli šestnáctileté dívky, ačkoliv ji na začátku natáčení bylo již 27 let. V seriálu představovala jednu z hlavních rolích, objevila se ve všech jeho sedmi řadách a také v revivalu Gilmorova děvčata: Rok v životě. V roce 2011 si zahrála asistentku ve filmu Transformers 3, její nadřízenou ztvárnila Frances McDormandová. V roce 2017 ztělesnila středoškolskou učitelku v dramatickém seriálu Proč? 13x proto.

## Filmografie

### Film
| Rok  | Název              | Role                         | Poznámky            |
| ---- | ------------------ | ---------------------------- | ------------------- |
| 1998 | Hundred Percent    | Casey                        |                     |
| 2002 | Tomato and Eggs    | Maria                        | krátký film         |
| 2003 | Cats and Mice      | Sue                          | krátký film         |
| 2003 | Red Thread         | Matilda Wong                 | krátký film         |
| 2003 | Western Avenue     | Miya                         | krátký film         |
| 2004 | The Perfect Party  | Kiko                         |                     |
| 2004 | Hair Show          | Jun Ni                       |                     |
| 2006 | Chances Are        | Heather                      | krátký film         |
| 2008 | Filmová hvězda     | Hailey Hamamori              |                     |
| 2009 | Šéfe, jsem v tom!  | těhotná žena v knihkupectví  |                     |
| 2010 | Road Rage          | Connie                       | krátký film         |
| 2011 | I Hate L.A.        | —                            | Segment: „Downtown“ |
| 2011 | Transformers 3     | asistentka Charlotte Mearing |                     |
| 2012 | Lil Tokyo Reporter | Mrs. Sato                    | krátký film         |
| 2013 | Family Gathering   | Charlotte                    | krátký film         |
| 2014 | Me + Her           | Lead Puppeteer               | krátký film         |
| 2015 | Unfriended         | počítač (dabing)             | krátký film         |
| 2015 | The Night Is Young | Cara                         |                     |
| 2017 | Hook It Up!        | Maya Roberts                 |                     |
| 2017 | Amaterasu          | Amaterasu                    |                     |

### Televize
| Rok        | Název                            | Role                                     | Poznámky                                             |
| ---------- | -------------------------------- | ---------------------------------------- | ---------------------------------------------------- |
| 1993       | Odpadlík                         | Mitsuko                                  | Díl: „Samurai“                                       |
| 1995       | Sister, Sister                   | studentská novinářka                     | Díl: „Kid in Play“                                   |
| 1998, 2009 | Pohotovost                       | paní Shimahara paní Vasquezová           | Díly: „Good Luck, Ruth Johnson“ a „Dream Runner“     |
| 1999       | Beverly Hills 90210              | soutěžící                                | Díl: „Agony“                                         |
| 2000       | Felicity                         | Leila Foster                             | Díly: „Revolutions“, „Party Lines“ a „Running Mates“ |
| 2000–2007  | Gilmorova děvčata                | Lane Kim                                 | jedna z hlavních rolí                                |
| 2001       | Noční můry                       | Janet Bingham                            | Díly: „School Spirit“ a „Full Moon Halloween“        |
| 2001       | Křižovatky medicíny              | An-Soo „Alison“ Kim                      | Díl: „Control Group“                                 |
| 2003–2007  | Kim Possible                     | Yori (dabing)                            | 4 díly                                               |
| 2006       | Beze stopy                       | Kimiko                                   | Díl: „“Odds or Evens"                                |
| 2007       | Private Practice                 | sestra Amy                               | Díl: „In Which Cooper Finds a Port in His Storm“     |
| 2010       | Castle na zabití                 | Kelly                                    | Díl: „Domina vždy plácne dvakrát“                    |
| 2010       | Dr. House                        | dr. Cheng                                | Díl: „Neplánované rodičovství“                       |
| 2011       | The Homes                        | Nami                                     |                                                      |
| 2012       | Skandál                          | Britta Kagan, tisková mluvčí Bílého domu | Díl: „Happy Birthday, Mr President“                  |
| 2013       | Shameless                        | Brittany Sturgess                        | 3 díly                                               |
| 2013–14    | Twisted                          | April Tanaka                             | 2 díly                                               |
| 2016       | Gilmorova děvčata: Rok v životě  | Lane Kim                                 | 4 díly                                               |
| 2016       | Grimm                            | Madoka Akagi                             | Díl: „Inugami“                                       |
| 2017       | Colony                           | Betsy                                    | 3 díly                                               |
| 2017       | Sweet/Vicious                    | Title IX Officer                         | 2 díly                                               |
| 2017       | Námořní vyšetřovací služba L. A. | Tara                                     | Díl: „Getaway“                                       |
| 2017       | Bajillion Dollar Propertie$      | Tamamara                                 | Díl: „Chelsea Leight-Leigh Lately“                   |
| 2017–18    | Proč? 13x proto                  | Pam Bradley                              | 7 dílů                                               |
| 2018       | This Close                       | Dorinda                                  | 2 díly                                               |
| 2018       | Tady a teď                       | Sonni Little                             | 2 díly                                               |
| 2018       | Volejte Saulovi                  | Viola Goto                               | 3 díly                                               |
| 2018       | Špinavej John                    | Nancy                                    | vedlejší role                                        |
| 2018       | The First                        | Aiko Hakari                              |                                                      |
| 2019       | Prodigal Son                     | dr. Edrisa Tanaka                        |                                                      |

### Videohry
| Rok  | Název                          | Role          |
| ---- | ------------------------------ | ------------- |
| 2004 | Law & Order: Justice Is Served | Toki Yamamoto |
| 2017 | Prey                           | Miyu Sato     |